# GTV桐生川内中継局
GTV桐生川内中継局（ジーティブイきりゅうかわうちちゅうけいきょく）は、群馬県桐生市に置かれていたテレビ中継局。

## 概要
- 当中継局は、桐生市の一部をカバーしている。
- デジタル放送は、2010年内に開局予定だったが、現時点では、予備免許すら交付されておらず、非該当となる公算が大きい。

## 中継局

### デジタル放送
| リモコンキーID | 放送局名      | 物理チャンネル | 空中線電力 | ERP  | 放送対象地域 | 放送区域内世帯数 |
| 3              | GTV群馬テレビ | 未定           | 予定       | 未定 | 群馬県       | 不明             |

### アナログ放送
| 放送局名      | チャンネル | 空中線電力           | ERP                  | 放送対象地域 | 放送区域内世帯数 |
| GTV群馬テレビ | 27ch       | 映像500mW /音声125mW | 映像1.75W /音声440mW | 群馬県       | 不明             |

- 2011年7月24日をもって廃止された。

## 置局住所
- 桐生市川内町2丁目（川内南小学校東の山）